# 17952 Фолсом
17952 Фолсом (17952 Folsom) — астероїд головного поясу, відкритий 10 травня 1999 року.
Тіссеранів параметр щодо Юпітера — 3,562.